# Ларин, Юрий Яковлевич
Ю́рий Я́ковлевич Ла́рин (12 января 1940, Коломна, Московская область — 10 февраля 2024) — российский тубист и педагог, солист Академического симфонического оркестра Московской филармонии, профессор Московской консерватории, Заслуженный артист России.

## Биография

### Годы учёбы
Юрий Яковлевич Ларин окончил музыкальное училище при Московской консерватории по классу Владимира Щербинина в 1962 году. Затем он занимался у Алексея Лебедева в Московской консерватории, которую окончил в 1967 году.

### Концертная деятельность
В 1967 году ещё во время учёбы Ларин стал артистом симфонического оркестра кинематографии, где он работал до 1977 года. С этого времени по 1977 год Юрий Ларин являлся солистом Академического симфонического оркестра Московской филармонии.
До завершения исполнительской карьеры он неоднократно концертировал сольно. Разнообразный репертутуар музыканта включал в себя музыку разных эпох: от итальянского барокко до современности. Он стал первым исполнителем ряда произведений современных авторов для тубы, в частности: концерта для тубы и симфонического оркестра А. Я. Эшпая, концерта для тубы, фортепиано и симфонического оркестра В. М. Струкова, трёх пьес для тубы с фортепиано А. Плога. Ларин в течение 20 лет играл на тубе Ленинградского завода духовых музыкальных инструментов в строе «В».
В 1995 году Юрию Ларину было присвоено почётное звание Заслуженный артист России.

### Педагогическая деятельность
С 1976 года Ларин преподавал в музыкальном училище при Московской консерватории, а с 1993 и в самой консерватории. В 2000 году он стал профессором. Юрий Ларин проводил открытые уроки и мастер-классы в различных городах Европы и Северной Америки. Его ученики неоднократно становились лауреатами международных конкурсов. В 2017 году его преемником и продолжателем традиций отечественной школы тубистов стал Сергей Федорович Бармин.
Ларину принадлежат несколько работ по методике игры на тубе для студентов училищ и консерваторий. Его методика с успехом применяется в музыкальных учебных заведениях не только в России, но и в Южной Корее.

### Смерть
Скончался 10 февраля 2024 года на 85-м году жизни.